# Márcio Almeida de Oliveira
Márcio Almeida de Oliveira, noto anche con lo pseudonimo di Marcinho (Rio de Janeiro, 16 maggio 1996), è un calciatore brasiliano, difensore del Criciúma.

## Carriera
Cresciuto nelle giovanili del Botafogo, ha esordito il 2 febbraio 2016 in occasione del match del Campionato Carioca vinto 2-1 contro la Portuguesa-RJ.

## Palmarès

### Competizioni statali
- Campionato Carioca: 1

Botafogo: 2018

### Competizioni internazionali
- Coppa Sudamericana: 1

Athletico Paranaense: 2021